# 马赛皂
马赛皂（法語：Savon de Marseille）是一种用于身体保湿的香皂。它是通过精炼植物油以及氢氧化钠进行皂化反应得出的产品。这种产品可以通过工业流水线或者手工制作完成。传统马赛皂的一项必要指标就是其必须含有仅从橄榄油中制得的72%的脂肪酸。
在十七世纪，法国的路易十四规定了这种香皂的制作标准「柯爾貝公告」（Edit de Colbert，1688）。到了十九世纪，马赛地区拥有90家制皂厂，这个兴盛的产业处于化学领域的前列。1913年其产量达到18万吨，攀上巅峰。1950年以后，主流清洁剂的迅猛发展则加速了马赛皂的衰败。

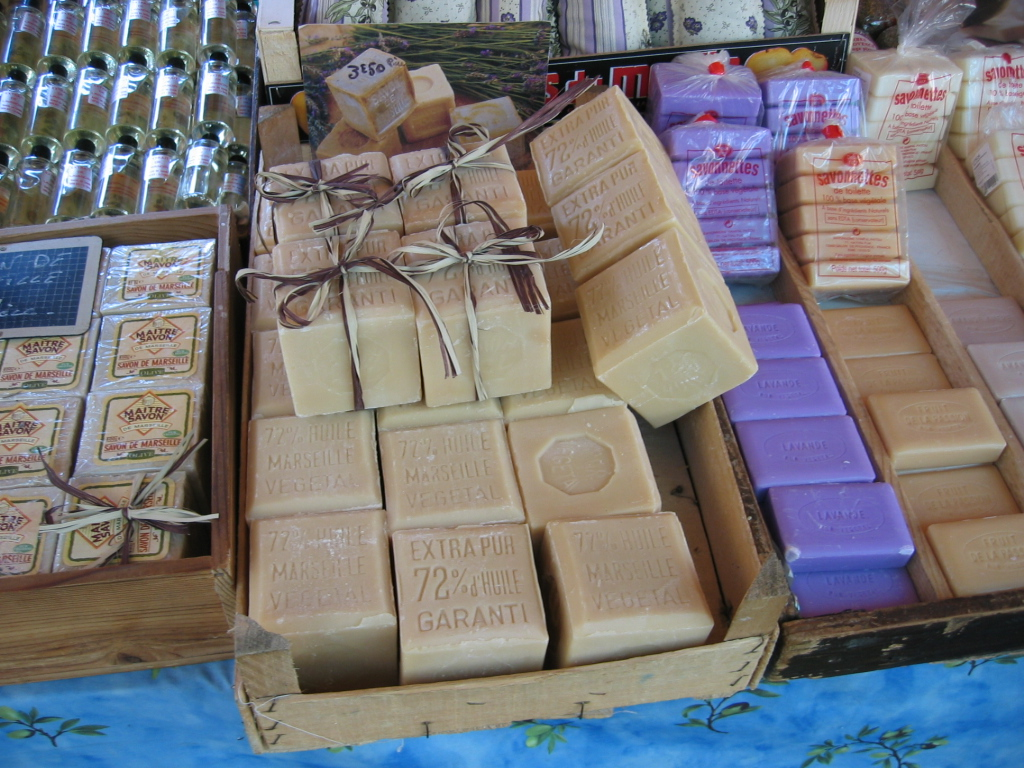
马赛皂

## 历史

### 马赛皂产业的创始

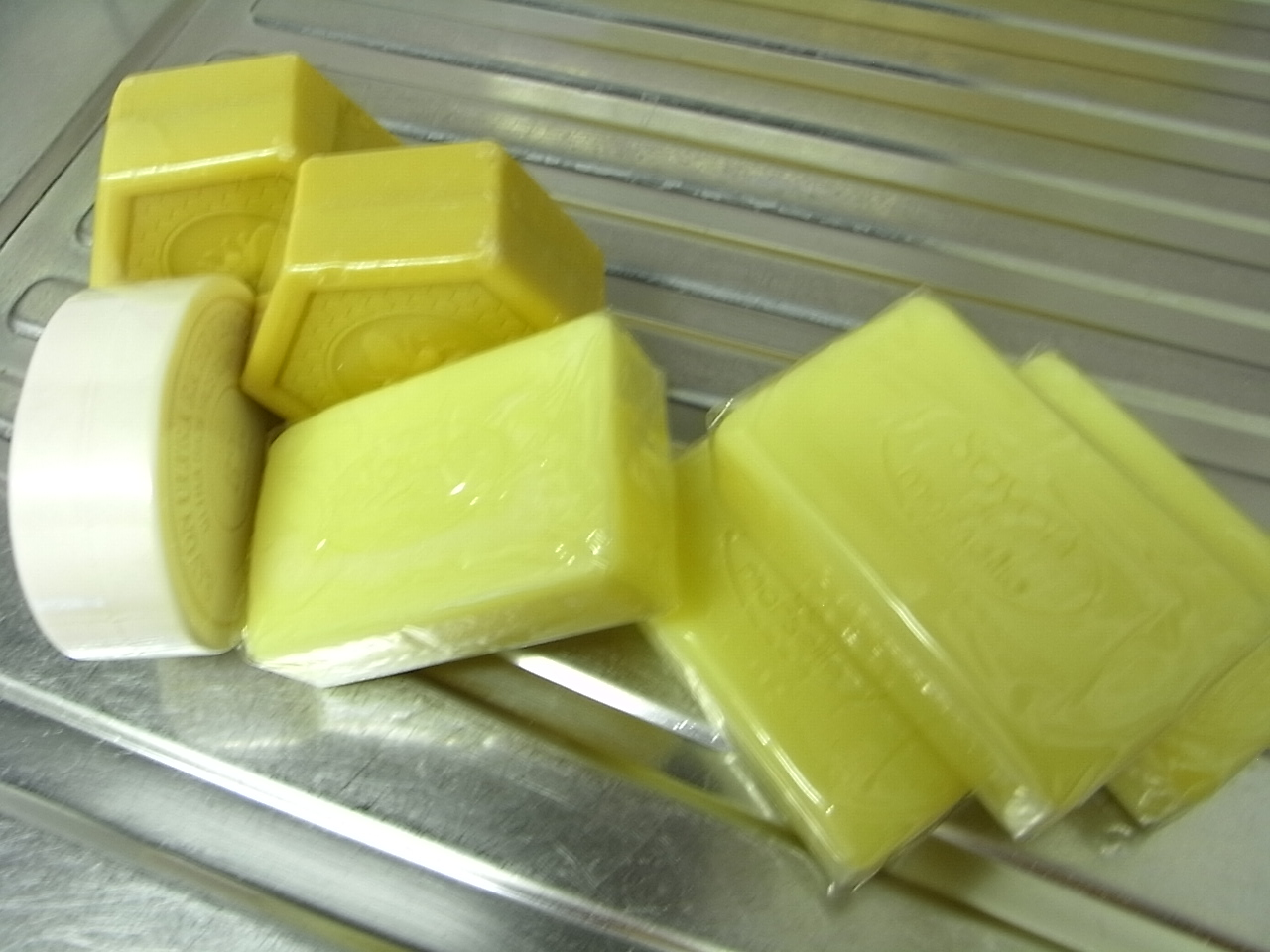
几块形状各异的马赛皂

在法国，香皂的使用可以追溯到古代。奥黑利昂·维齐尔在他的《自然历史》中提到，高卢人使用一种基于硫磺和灰烬的混合物将头发染成红色。而这种香皂以胶状存在，用于去除头发上的染色。
马赛皂的原型起源于叙利亚的阿勒颇，已有上千年历史。这种原型皂的制作材料采用广布地中海沿岸的橄榄油和月桂，并跟随十字军，经过意大利和西班牙，最终到达法国马赛。
佛西亚文明的都城自12世纪起掌控了香皂的制造，这些香皂使用了邻近的普罗旺斯的初榨精炼橄榄油。氢氧化钠在当时被称作更纯或是不纯的碳酸钠，可从生长在盐碱地区的植物灰分中获得，尤其是盐角草属植物。克里斯卡斯·达文一直到十六世纪都是该城的官方制皂商。1593年，乔治·普鲁尼摩尔打破了手工制作的传统，于马赛建立了第一间制皂工厂。
在十七世纪初，马赛的制皂商已经不能满足该市和其领地的需求。马赛港甚至开始进口热那亚香皂和阿利坎特香皂。但是战争破坏了往西班牙的供应链，马赛的制皂商必须提高产量以满足欧洲大陆的需求，例如法兰西王国、不列颠群岛、荷兰，尤其是德国，因为德国消费者急切想在30年战争带来的大崩溃之前得到货物。
1660年，该市一共有7家制皂商，年生产量提高到2万吨。在路易十四的管理下，马赛生产的皂的质量使得“马赛皂”名声遍地。这种皂的外观通常是绿色，以5千克一小块和20千克一大块为单位进行销售。
1688年10月5日，一份由皇室秘书柯尔贝尔的儿子让-巴普蒂斯特·柯尔贝尔·德·塞涅雷签署的路易十四的王诏对皂的生产作出了规定。依照王诏的第三款：“只允许在香皂的制造过程中使用海草灰、火碱或者盐碱植物灰，不允许使用动物脂肪、黄油以及其他各种油脂；只允许使用纯橄榄油，不允许使用橄榄油和其他油脂的混合物，违者没收所有商品。”制皂商们在夏天不得不中止制皂活动，因为夜间的温度会影响皂的质量。对这个规定的遵守，保证了皂的质量，也为马赛的制皂商赢得美誉。
当时，香皂的生产制造也遍布整个马赛周边地区，包括普罗旺斯地区萨隆、土伦以及阿尔勒。

### 制皂业
在1786年的生产旺季，58家制皂商在马赛生产出了七万六千吨香皂，拥有600名工人、一条全手工制造流水线以及阿瑟那尔奴隶船带来的1500名奴隶。
法国大革命引发的经济秩序混乱过后，到了1813年马赛的制皂产业进一步发展到62家制皂商。而氢氧化钠则变为从海盐、硫酸的反应中获取，同时还产生了硫磺、钙和碳，这一变革是由化学家尼古拉·勒布朗带来的。
从1820年开始，新种类的油脂成分从马赛港入口并被引入制皂行业中来。从非洲和中东地区进口的棕榈油、花生油、椰子油以及芝麻油都被用于香皂的制造。
马赛的制皂商开始遭受英国和巴黎制皂商的竞争冲击，这些制皂商使用了牛油作为替代品降低了制皂的成本。
在20世纪初，马赛市拥有90家制皂企业。弗朗斯瓦·梅克朗于1906年修改了马赛皂的配方：63%的椰子油或者棕榈油，9%的氢氧化钠或者海盐，28%的水。这个行业直到第一次世界大战都在焕发活力，战争使得油料种子的海运途径变得更加困难，也让制造商们的经营活动受到很大影响。1913年，香皂产量有18万吨，相比之下，1918年仅仅只有5万余吨。
战后，制皂商从机械化革命中受益，产品的质量与传统工艺制作无二致却更加快捷，1938年马赛的香皂产量重新攀升到12万吨。第二次世界大战爆发时，马赛还占有了全法国一半的香皂产能，接下来的几年则因为战争的冲刷而伤亡惨重。主流清洁剂慢慢取代了马赛皂的地位，制皂厂一间接着一间倒闭。

### 在希腊诸岛的油制皂的制作
在希腊诸岛之间，尤其在米蒂利尼，曾经存在一些有着百年历史，利用橄榄油制皂的小型作坊。
在村庄里，橄榄油通常是利用在木头间压榨得到，而制皂者们则把那些还有丰富油分的橄榄渣买回。这些制皂商利用金属器具来榨油，这次提炼出来的油含有很多酸(如今这种油被称为精制油)。取出的油分被由于制作香皂，而余下的渣滓则当做柴火使用。
在米蒂利尼和罗得岛曾发现过这样的制皂商人。这个从米蒂利尼来罗得岛的制皂人叫做“阿加卡茨卡”，他为女儿们修建的房屋是希腊新古典时期的绝妙之作。

## 马赛皂的制作
油脂的皂化过程是马赛传统手工艺制皂者者和工业化制皂者制作出高品质马赛皂的绝佳反映。

### 皂化过程
马赛皂是一个称作皂化的化学反应的结果。这只是个简单的水解过程，酯类在强碱环境中被水解。酯类物质，也就是动物脂肪的主要成分，在碱性环境中，也就是在氢氧化钠溶液中被水解。水解后能得到丙三醇(也就是甘油)以及钠的碳水化合物的混合物，这就是说，反应生成了金属盐和醇，这些成分也是制皂浓缩过程中的关键物质，通常干燥后会形成半结晶状态。

### 马赛式制作流程
马赛式制作流程是一种制作马赛皂的工艺，主要包括以下步骤：

#### 混合材料
先将油脂和氢氧化钠同时放入一个大容积的耐碱罐内，边加热到120°C 边搅拌。皂化反应开始发生。较高的温度能加速皂化反应的进行。由于氢氧化钠不能直接溶于油脂，我们要将上一次制作完成的皂基当作二者反应的乳化剂加入其中。同理我们也要适当摇晃盛有混合物的罐子。丙三醇在罐底充当溶剂不断生成、又不断参与反应而消失。因此，制皂业通常也带来了很多副产业。另举一例，蜡烛厂生产的蜡烛就需要用到将某种酸加入牛油之类的饱和脂肪中生成的硬脂酸沉淀物。

#### 熟化
继续加入氢氧化钠，这是为了使油脂反应得更完全。如果某些油脂没有与碱反应，结果会很糟糕，甚至对贮存都会产生麻烦。粘稠状态的混合物要经过数小时才能成熟。

#### 中和
混合物要用盐溶液清洗数小时，以便洗去多余的碱。通常使用氯化钠溶液来清洗，浓度比例大概为360克氯化钠兑一升水。不同于碱，香皂几乎不溶于盐水，通过收集液体底部的沉淀就可将香皂恢复原样。
如果冲洗得当，完成后的香皂不会含有多余的碱，盐溶液已经将碱、其他杂质如多余的油以及反应中生成的丙三醇都一并处理了。这一步主要是香皂的除杂。

#### 清理
现在将皂块清理一下，擦干多余的液体，静置，应该已经可以直接使用。
。

#### 切制与上印
干燥后的香皂被切成小块然后盖上商标印。起初传统的马赛皂含有72%的橄榄油，含有大量的来自橄榄油的脂肪酸。这个百分比标记曾与商标一起被印在香皂上。

## 马赛皂的现况

### 使用
从个人身体护肤用品开始使用以来，马赛皂最初只是被用作简单的身体清洁，尤其用来清洁手部与面部。它还可以用作家庭基本清洁以及衣物洗濯，还有专门用来洗濯衣物的薄片型马赛皂。它也特别用来清洗易过敏人群和婴儿的衣物，因为马賽皂本身不含有致敏成分。

### 官方定义
截至2017年12月15日，馬賽皂並沒有得到產品地理標誌保護，小馬賽人馬賽皂即為巴黎的產品。
“马赛皂”这个词语并不是指产品的原产地，而仅仅指代从2003年3月起，制作方法通过法国竞争政策、消费者事务和欺诈控制管理总局所承认的香皂，受到法国财政部保护。该制作流程被法国清洁品、维修品和工业卫生用品协会作为一项标准记录在案。该项标准确定了四个基于历史的生产流程步骤，包括混合/熟化、除杂、清洗以及清理晾干，还要求产成品必须至少含有63%的脂肪酸。它也规定了油脂的主要成分，必须除去橄榄渣压榨出的油所含的油酸以外的其它所有种类油酸。为了符合关于化妆品中的动物原料的欧洲标准EC 1774/2002，它也承认了加入以牛油作为主要成分的产品的质量。
其实，这个“马赛皂制作标准”还限制了添加剂的种类，特别排除了表面活性剂的使用。添加剂必须按照关于市场中化妆品、清洁用品和盥洗用品的EC 76/768规定来使用。这项标准的推出，让纯净的马赛皂与其它产品区别开来，也就是无色素、无香料、无添加剂三大特点。但是在马赛，并不强制要求所有的生产商都按照这个命名要求来生产制造。这个命名只是说明了制作中的皂化过程很有“马赛风格”，那就是一种利用腐蚀性强碱发生化学反应来进行生产的流程——勒布朗流程。
这个标准非常宽泛，也让不同背景与来源的香皂都能叫上“马赛皂”这个名字。

### 手工制皂
一块传统的手工制马赛皂通常是600克重的立方块，上面印有“72%油份”以及皂的名字。
手工制皂者认为如今的橄榄油其实分为3种，包括橄榄油、椰子油以及棕榈油。食用橄榄油制成的皂颜色一般介于棕色和绿色之间。
另外还有一种白色的皂，含有花生油、椰子油和棕榈油。

### 工业制皂
超市内销售的马赛皂通常适用于环境清洁或者盥洗，含有因不同油脂产生的皂化反应而生成的各种脂肪酸。主要含有的油脂和脂肪酸见下表：
| 主要油脂(油或脂肪) | 主要油脂成分的国际化妆品命名 | 香皂内含有成分的国际化妆品命名 | 主要脂肪酸 |
| ------------------ | ---------------------------- | ------------------------------ | ---------- |
| 牛油               | Adeps bovis                  | Sodium Tallowate               | 棕榈酸     |
| 花生油             | Arachis hypogaea             | Sodium Peanutate               | 油酸       |
| 橄榄油             | Olea europaea                | Sodium Olivate                 | 油酸       |
| 椰子油             | Cocos nucifera               | Sodium Cocoate                 | 月桂酸     |
| 棕榈油             | Elaeis guineensis            | Sodium Palmate                 | 棕榈酸     |
| 油棕油             | Elaeis guineensis            | Sodium Palm Kernelat           | ?          |

工业化生产的马赛皂依旧含有多种多样的添加剂：表面活性剂、防腐剂、色素、香精等等。这些添加剂多数是有害物质，换句话说，这些物质不能生物降解抑或是对河流环境有潜在威胁。

### 派生产品
无论是哪种马赛皂，在各个时代都保持着很正面的印象，传统风格浓郁，简单、清洁。除了香皂，这个行业还生产许多基于马赛皂的产品，类似清洁剂和洗衣粉。